# Шуньчжи
Айсиньгьоро Фулинь (15 марта 1638 — 5 февраля 1661) —  первый император маньчжурской империи Цин с девизом правления «Шуньчжи» (顺治 «Благоприятное правление», 1643—61), личное имя — Фулинь, посмертное храмовое имя — Шицзу (清世祖
Qīng Shìzǔ).

## Воцарение
Отец Фулиня — хан Абахай — умер в сентябре 1643 года, поэтому император Шуньчжи был возведён на престол в пятилетнем возрасте. Реальную власть взяли в руки его родственники и соперники в борьбе за престол — князья Доргонь и Цзиргалан, назначенные принцами-регентами. Талантливый полководец и волевой, умный политик Доргонь (титул — «князь Жуй») вскоре забрал себе основные рычаги власти, а в 1644 году понизил соперника до звания «регент-помощник», став фактическим правителем государства.

## Завоевание Китая
В Китае с 1628 года бушевала крестьянская война. Руководитель повстанцев — Ли Цзычэн — разбил все посылавшиеся против него правительственные войска, взял Пекин и провозгласил создание нового государства «Да Шунь». Единственной военной силой разваливавшейся династии Мин оставалась «Восточная армия» У Саньгуя, стоявшая против маньчжуров и прикрывавшая проходы в Великой стене. Желая избежать кровопролития, совет повстанческих вождей в Пекине предложил У Саньгую признать новую власть и династию государства Да Шунь.
У Саньгуй увидел свой шанс: если бы он разгромил повстанцев, то стал бы регентом при малолетнем императоре династии Мин. Но для этого требовалось договориться с маньчжурами, и У Саньгуй сам примчался в ставку Доргоня. Его встретили как желанного союзника. 27 мая 1644 года у Великой стены состоялось генеральное сражение, в котором участвовало до 400 тысяч человек. Доргонь приказал У Саньгую бросить в бой все его силы, чтобы измотать крестьянскую армию. В решающий момент боя из-за рядов армии У Саньгуя, огибая её правый фланг, на поле появилась маньчжурская конница Доргоня, стремительно врезавшаяся в боевые порядки повстанцев. Неожиданный и сильнейший удар свежих сил многочисленной кавалерии смял ряды крестьянской армии. После короткой схватки с маньчжурами она дрогнула, начала отходить и вскоре обратилась в бегство.
В самый последний момент Доргонь не разрешил У Саньгую даже подойти к Пекину, а приказал, обойдя столицу, спешно преследовать армию Ли Цзычэна, покинувшего Пекин. Сам же регент с частью «знамённых» войск без лишнего шума 6 июня проник в Запретный город. С подходом новых «знамённых» войск маньчжуры установили власть над всей столицей, стали скапливаться во Внутреннем городе, выселяя оттуда китайцев и усиливая повсюду охрану. Всем жителям Пекина было приказано обрить головы и оставить косу на макушке, что означало подданство государству Цин. Доргонь объявил, что столица последнего переносится в Пекин.
Через несколько месяцев Фулиня привезли в Пекин, и 30 октября 1644 года повторно провозгласили императором. Китайский престол был просто упразднён: маньчжурский император Фулинь не взошёл на китайский трон, а превратил Китай в составную часть Цинской империи, уже находясь на маньчжурском престоле. Доргонь объявил о благоволении к бывшим чиновникам и военачальникам династии Мин. Тем из них, кто признавал и поддерживал власть Цин, давались чины и звания в новом государственном аппарате. Всех прочих призывали поддержать новую династию в целях общей борьбы с повстанцами. Землевладельцам и купечеству гарантировалась защита. Всем, кто раскается, покинет лагерь «разбойников» и перестанет их поддерживать, было обещано прощение. Крестьянам обещали снижение налогов. Сельскому и городскому населению маньчжурский регент сулил покой и порядок.
Эта гибкая политика и умелая пропаганда возымели успех в северных провинциях — зоне Крестьянской войны 1628—1647 годов. По своей исконной религии Доргонь и его окружение были шаманистами, однако с момента вторжения в Китай сразу же объявили себя рьяными сторонниками и защитниками конфуцианства, стремясь тем самым привлечь на свою сторону минских чиновников, шэньши, помещиков, интеллигенцию и простой народ.
В целом завоевание Северного Китая прошло для государства Цин малой кровью. Войска У Саньгуя, Шан Кэси и других полководцев-китайцев здесь встречали самое благожелательное отношение, прежде всего со стороны чиновников, шэньши, помещиков и вообще богатых людей. Помещичьи дружины, отряды сельской самообороны во главе с землевладельцами и шэньши всячески помогали полководцам и «знамённым» войскам бороться с «разбойниками» и наводить «порядок и спокойствие» в своих уездах, округах и областях.
Обосновавшись в Северном Китае, новая династия оставила в неприкосновенности минские ставки основных налогов, но отменила введённые в конце Мин три дополнительных налога: «ляодунский», «карательный» и «налог для обучения войск». Этим маньчжуры в той или иной степени купили нейтралитет со стороны крестьянства и помещиков. Последние за пределами столичной провинции получили гарантии неприкосновенности своих владений. На этой основе стал складываться союз маньчжурских и китайских феодалов, в массе своей сохранивших земли, чины, звания и должности либо получивших новые посты в цинском государственном аппарате.
В 1645—1647 годах под власть империи Цин перешла основная территория Китая южнее реки Янцзы. Китайское государство сузилось до территории провинций провинции Гуанси, Гуйчжоу и Юньнань, остававшихся под контролем династии Мин.
В 1648—1649 годах произошло массовое восстание против власти завоевателей. Два полководца из числа китайцев-предателей — Цзинь Шэнхуань и Ли Чэндун, считая себя обделёнными, восстали против маньчжуров и перешли на сторону империи Мин вместе со своими армиями. Во многих районах Северо-Западного и Южного Китая началось массовое движение против власти завоевателей. Под властью династии Цин осталось всего восемь провинций, но и на их территории разгоралась антиманьчжурская борьба. Однако антицинские силы никак не могли объединиться и действовать сообща, каждый полководец и политик поступал по собственному усмотрению, на свой страх и риск, каждый преследовал свои цели.
В критический период военного и политического перелома 1648—1649 годов правительство Доргоня приняло действенные меры для удержания завоёванных китайских провинций в рамках государства Цин. Это позволило цинским войскам перейти от отступления и обороны к активным действиям. Ликвидировав в 1649 году самые крупные очаги сопротивления на территории к северу от Янцзы, Доргонь двинул освободившиеся крупные силы в южные провинции. В 1650 году рухнули последние остатки империи Мин, сопротивление маньчжурам оказывали лишь крестьянские повстанческие государства в Западном Китае. После внезапной смерти Доргоня в 1650 году крупные военные действия прекратились до весны 1652 года.
В 1652 году повстанческие армии перешли в контрнаступление в Южном Китае, и почти четыре года цинские военачальники ничего не могли поделать с их дисциплинированными и грозными армиями, хотя и имели численное превосходство. Измотанные более чем десятилетней войной, цинские войска не могли сломить силы сопротивления, а те не имели возможности для массированного наступления. В итоге на ряд лет установилось стратегическое равновесие сил.
Бросив в наступление в конце 1654 — начале 1655 годов огромные воинские силы, в том числе и армии китайских «трёх князей-данников», маньчжурам удалось осуществить перелом и перейти в контрнаступление. В ходе упорных и ожесточённых боёв в течение нескольких лет силы сопротивления были уничтожены.
На десять лет — с 1663 по 1673 годы — в завоёванной стране наступило затишье, во многих местах напоминавшее кладбищенскую тишину. Десятки ранее густонаселённых торгово-ремесленных городов лежали в развалинах. Множество мастерских и мануфактур было разрушено. На больших пространствах опустели деревни, а поля лежали заброщенными. Массовое истребление гражданского населения должно было, по мысли маньчжурских правителей, вселять ужас перед завоевателями, парализуя любую попытку неповиновения. В некоторых городах среднего масштаба население было почти полностью уничтожено или бежало. Многие волости, уезды и округа обезлюдели.

## Цинская империя и Россия
Во время борьбы цинов с минскими лоялистами за контроль над Китаем, на север Маньчжурии — на Амур и в низовья Сунгари — проникли отряды русских казаков под руководством Ерофея Хабарова, Онуфрия Степанова-Кузнеца и др., и принялись собирать дань с проживающих там дауров и дючеров, несмотря на то что те заявляли, что они уже платят дань цинскому императору Шуньчжи (который стал от них известен русским как «богдойский царь Шамшакан»). «Погром», учинённый казаками над дючерами, заставил их просить цинские власти о помощи, и 24 марта 1652 г. зимовье Хабарова («Ачанский городок», по-видимому, в районе современного Хабаровска) было атаковано маньчжурскими силами, прибывшими из Нингуты под руководством маньчжурского генерала, известного русским как «князь Исиней». Хотя эта атака оказалась неудачной для маньчжуров, в 1658 г. маньчжурско-корейскому флоту из 40 судов под командованием Сарудая (он же Шархода) удалось разгромить Онуфрия Степанова на Амуре у устья Сунгари, уничтожив или захватив 10 из 11 его судов, что привело к прекращению на некоторое время появления русских на среднем Амуре.
В 1654 году для установления дипломатических отношений прибыло посольство Русского Царства возглавляемое послом Фёдором Байковым. По своей гордости он отказался выполнить оскорбительный для русских обряд Коутоу. Это вызвало недоумение у императора, так как западные посланники не отказывались от выполнения этого обряда. Однако данный обряд был похож на традиционный монгольский обряд, выполняемый ранее русскими как вассалами Орды, и память об этом обряде ещё была жива в памяти народа, поэтому он был неприемлем. Это привело к тому, что в 1658 году посольство уехало ни с чем, оскорбив самолюбие императора, а Цинская империя напала на Албазинское воеводство Русского царства и заставила казаков оставить Кумранский острог.

## Конец правления
В последние годы своего правления Фулинь оказался в руках могущественной клики евнухов, число которых при дворе превысило пять тысяч. Они активно вмешивались в дела правления и занимали высокие государственные должности, потеснив у кормила власти маньчжурских князей. Накануне смерти Фулиня в 1661 году императором был провозглашён его второй сын — семилетний Сюанье. Умирающий богдохан создал регентство из четырёх человек во главе с князем Обоем (Аобай), они должны были править страной до совершеннолетия Сюанье. Регенты и маньчжурская аристократия немедленно отстранили от дел и разгромили клику евнухов, казнив её главу У Ляньфу.